# الأثر الاجتماعي لجائحة فيروس كورونا في المملكة المتحدة
ترتب على جائحة فيروس كورونا في المملكة المتحدة عواقب بعيدة المدى في البلاد تجاوزت انتشار المرض نفسه والجهود المبذولة لعزله، شملت آثارًا سياسية وثقافية واجتماعية.

## الفنون والترفيه

### الموسيقى

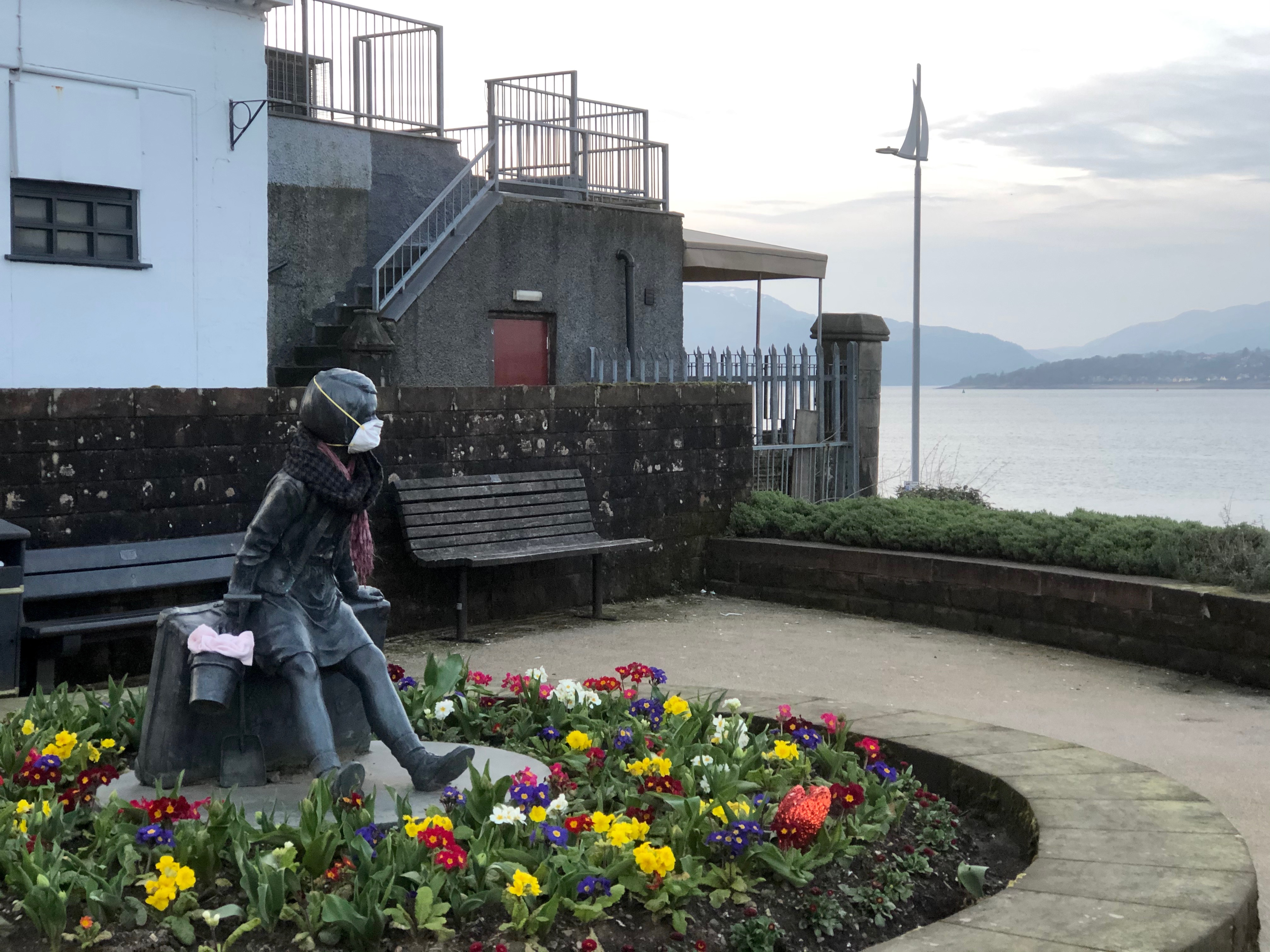
تمثال «وي آني» في غوروك مع قناع طبي، في 22 مارس

ألغي راديو بي بي سي 1 في 13 مارس مهرجان بيغ ويكند الموسيقى المقرر إقامته في نهاية مايو. وشملت الأحداث الموسيقية الملغاة الأخرى مهرجان سي تو سي: كانتري تو كانتري، ومهرجان غلاستونبري، ومهرجاني جزيرة وايت وداونلود الموسيقيين، ومهرجان كامبريدج الشعبي ومهرجان لوف سوبريم جاز. أعلن منظمو مهرجان داونلود عن خطط لإقامة مهرجان افتراضي، يقدم بثًا لعروض ومقابلات. أدار منظمو بيغ ويكند حدثًا بديلًا، وهو بيغ ويكيند يو كيه 2020، ضم موسيقيين يؤدون من منازلهم وعلى مسارح افتراضية، وعروضًا من أحداث مهرجانات بيغ ويكيند السابقة.
أجل العديد من الفنانين والفرق الموسيقية أو ألغوا حفلاتهم أو جولاتهم في المملكة المتحدة مثل آفريل لافين، وفرقة ذا هو، وكريس مارتن من فرقة كولدبلاي، وعروض يونغبلود المباشرة على وسائل التواصل الاجتماعي. وأعلن العديد من الموسيقيين عن حفلات مجانية لموظفي هيئة الخدمات الصحية الوطنية.

### الفنون البصرية
بدأ عدد من الفنانين في رسم صور مجانية لموظفي هيئة الخدمات الصحية الوطنية كطريقة لتمثيل عملهم وشكرهم عليه. ومن المقرر تنظيم معرض بمجرد انحسار الجائحة.

### المسرح والسينما
كان مسرح أولد فيك في لندن أول مسرح في ويست إند يلغي عرضًا في 15 مارس، عندما أوقف عرض نهاية اللعبة لصامويل بيكيت قبل أسبوعين من نهايته. في 16 مارس، أغلقت مسارح أخرى في لندن، وفي أماكن أخرى من المملكة المتحدة، عملًا بنصيحة بوريس جونسون بتجنب هذه الأماكن. في 17 مارس، أعلنت سلاسل سينما أوديون، وسيناورلد، وفيو وبيكتشرهاوس أنها ستغلق جميع منافذ بيعها في المملكة المتحدة. وفي 1 أبريل، ألغيت مهرجانات إدنبرة 2020، المخطط إقامتها في أغسطس.
أطلق المسرح الوطني في 26 مارس برنامج المسرح الوطني في المنزل، وهو برنامج مدته شهرين يبث عبره إنتاجات مختلفة من أرشيفه مجانًا كل أسبوع. بدأ المشروع بكوميديا ريتشارد بين رجل واحد ومسؤولان، من بطولة جيمس كوردن.

## الدفاع
أثرت جائحة فيروس كورونا على عمليات الانتشار العسكرية البريطانية في الداخل والخارج. تعين إلغاء التدريبات، بما فيها التدريبات في كندا وكينيا، لتفريغ عناصر من أجل قوة الدعم في مواجهة كوفيد. وتعين تقليص مهمة التدريب البريطانية في العراق، التي تعتبر جزءًا من عملية شادر. أكدت قاعدة جوية تدعم هذه العملية العسكرية إصابة تسع حالات بفيروس كورونا. أوقف الجيش البريطاني عمليات التجنيد المباشر والتدريب الأساسي، وأجرى هذه العمليات افتراضيًا. واضطرت مواقع التدريب، مثل أكاديمية ساندهيرست العسكرية الملكية وإتش إم إس رالي، إلى تكييف استعراضات التخرج. إذ فرض على الطلاب المشاركين التباعد مسافة مترين (6 أقدام و7 بوصات) في الزي القتالي ولم يحضر متفرجون في المدرجات. وأوقفت المهام والعروض الاحتفالية. أرسل الجيش البريطاني خبيرين إلى الناتو للمساعدة في مواجهة المعلومات المضللة حول الجائحة. وأُجل استعراض الحكومة للدفاع والأمن، المسمى الاستعراض المتكامل.
أعلنت وزارة الدفاع، عقب طلبات المساعدة العسكرية للسلطات المدنية في مارس 2020، عن تشكيل قوة الدعم في مواجهة كوفيد تحت قيادة القائد المشترك الدائم (في المملكة المتحدة)، الفريق تيرون أورش في ألدرشوت لدعم الخدمات العامة والسلطات المدنية في التصدي للجائحة. على عكس الشرطة وبعض الوكالات المدنية الأخرى، لم يتمتع أفراد القوات المسلحة (في أوقات السلم) بسلطات تفوق سلطات المواطنين العاديين. تألفت قوة الدعم في البداية من 20,000 فرد لكنها ازدادت لاحقًا لتصل إلى 23,000. أطلقت عمليتان عسكريتان هما عملية ريسكريبت، ومقرها في المملكة المتحدة، وعملية برودشير، التي ركزت على أنشطة الدفاع في الخارج. أمر رئيس أركان الدفاع نيك كارتر الجيش بالاستعداد لعملية لمدة «ستة أشهر» وأن يكونوا على «استعداد عملياتي» بحلول منتصف أبريل. كُلفت قوة الدعم في مواجهة كوفيد في البداية بتوصيل ناقلات الأكسجين لهيئة الخدمات الصحية الوطنية، بالإضافة إلى توصيل الإمدادات الطبية، بما فيها معدات الوقاية الشخصية، إلى المستشفيات. ساعدت القوات المسلحة الحكومة البريطانية قبل الإعلان عن قوة الدعم في مواجهة كوفيد، في إعادة المواطنين البريطانيين من المناطق المتضررة، بما في ذلك الصين واليابان، وأعادت القوات الجوية الملكية مواطنين بريطانيين وأوروبيين من كوبا. وساعدت القوات المسلحة أيضًا في نقل مرضى فيروس كورونا في جميع أنحاء المملكة المتحدة، بما في ذلك شتلاند وجزر سيلي. في 23 مارس 2020، بدأت القيادة المشتركة للمروحيات في مساعدة جهود الإغاثة من فيروس كورونا عن طريق نقل الأفراد والإمدادات. تمركزت طائرات الهليكوبتر في سلاح الجو الملكي في ليمينغ لتغطية شمال إنجلترا واسكتلندا، بينما دعمت طائرات الهليكوبتر المتمركزة في سلاح الجو الملكي في بنسون، وسلاح الجو الملكي في أوديهام، والمحطة الجوية البحرية الملكية في يوفيلتون وسط وجنوب إنجلترا.
ساعدت القوات المسلحة في بناء مستشفيات مؤقتة ومراكز فحص ومستودعات الجثث، ودعمت الخدمات الإسعافية في جميع أنحاء البلاد. استجابت قوة الدعم في مواجهة كوفيد لـ76 طلبًا للمساعدة من الوزارات الحكومية مع نشر 2,680 فردًا من إجمالي 23,000 في وضع الاستعداد. استخدمت 2,300 مركبة كسيارات إسعاف مؤقتة ولنقل الأفراد والإمدادات في 34 موقعًا في جميع أنحاء البلاد. في 16 أبريل 2020 ، أبلغ أن 9.1% من القوى العاملة الدفاعية، أي ما يمثل 13,000 فرد، كانوا متوقفين عن العمل بسبب فيروس كورونا، في حين أثبتت إصابة أقل من 100 فرد بالفيروس. وصف كارتر المساعدة العسكرية لهيئة الخدمات الصحية الوطنية بأنها «أكبر تحدٍ لوجستي وحيد» واجهه.
في 26 أبريل 2020، أبلغ عن قيام القوات بفحص العمال المهمين والأشخاص المعرضين للخطر، في المجالات ذات الطلب «الكبير». وساعدت القوات المسلحة في نشر وتشغيل وحدات فحص متنقلة، بعد إعلان الحكومة عن هدف إجراء 100,000 فحص لفيروس كورونا يوميًا.

## التفاوت العرقي
أثرت جائحة فيروس كورونا في جميع البلدان التي تجمع وتنشر بيانات عن العرق، بشكل غير متكافئ على مجتمعات الملونيين. يرجح أن تعمل الأقليات الإثنية في المملكة المتحدة في وظائف (مثل حراس الأمن أو موظفي المتاجر الكبرى) يزداد فيها احتمال تعرضهم للعامة، وبالتالي يزداد تعرضهم لخطر الإصابة. وهم أكثر ميلًا للعيش في المدن والبيئات الحضرية وفي الأسر المعيشية المزدحمة المتعددة الأجيال. وبالإضافة إلى ذلك، يرجح أن تعاني الأقليات الإثنية من سوابق مرضية مثل السكري وأمراض القلب، ما يزيد من خطر وفاتهم بسبب الفيروس.
ووفقًا لتحقيق طلبته الحكومة وأصدرته هيئة الصحة العامة في إنجلترا في يونيو 2020، ترجح إصابة السود والآسيويين والأقليات العرقية (بي إيه إم إي) في المملكة المتحدة بالعدوى وموتهم من مضاعفات فيروس كورونا أكثر من البريطونيون البيض. يرجح تشخيص إصابة السود في المملكة المتحدة بالمرض، لكن يعد التفاوت في معدلات الوفيات أكبر بين الأشخاص من أصول بنغلاديشية، الذين تزيد احتمالية وفاتهم بفيروس كورونا بمقدار الضعف عن الأشخاص البيض.